# Пьериас, Дилан
Дилан Пьериас (англ. Dylan Pierias; род. 20 февраля 2000, Мельбурн) — австралийский футболист, защитник клуба «Уэстерн Юнайтед».

## Клубная карьера
Пьериас — воспитанник клуба «Мельбурн Сити» из своего родного города. 11 февраля 2017 года в матче против «Брисбен Роар» он дебютировал в Эй-лиге в возрасте 16 лет. 19 марта 2019 года было объявлено об уходе Пьериаса из «Мельбурн Сити» по окончании сезона 2018/19 в связи с истечением его молодёжного контракта.
20 марта 2019 года Пьериас подписал контракт с клубом-новичком Эй-лиги «Уэстерн Юнайтед».